# Nuoto ai Giochi della XXVIII Olimpiade - 200 metri stile libero femminili

## Record
Prima di questa competizione, il record del mondo (WR) e il record olimpico (OR) erano i seguenti.
| Record mondiale | 1'56"64 | Franziska van Almsick Germania | 3 agosto 2002 Berlino, Germania       |
| Record olimpico | 1'57"65 | Heike Friedrich Germania Est   | 21 settembre 1988 Seul, Corea del Sud |

Durante l'evento non è stato migliorato nessun record.

## Batterie
Si sono svolte 6 batterie di qualificazione. Le prime 16 atlete si sono qualificati per le semifinali.

### 1ª batteria
1. Pilin Tachakittiranan, Thailandia 2:05.29
2. Chin-Kuei Yang, Taipei 2:05.65
3. Yuliya Rissik, Kazakistan 2:09.93

### 2ª batteria
1. Jana Myskova, Repubblica Ceca 2:04.62
2. Vesna Stojanovska, Repubblica di Macedonia 2:04.64
3. Louise Jansen, Danimarca 2:06.06
4. Larisa Lacusta, Romania 2:06.62
5. Hang Yu Sze, Hong Kong 2:07.55
6. Khadija Ciss, Senegal 2:09.04

### 3ª batteria
1. Olena Lapunova, Ucraina 2:02.71
2. Hanna Miluska, Svizzera 2:03.28
3. Florencia Szigeti, Argentina 2:03.29
4. Elina Partoka, Estonia 2:03.54
5. Alison Fitch, Nuova Zelanda 2:03.58
6. Janelle Atkinson, Giamaica 2:04.06
7. Katinka Hosszú, Ungheria 2:04.22
8. Petra Banovic, Croazia 2:04.24

### 4ª batteria
1. Dana Vollmer, Stati Uniti 1:59.49 Q
2. Elka Graham, Australia 2:00.13 Q
3. Camelia Potec, Romania 2:00.50 Q
4. Tomoko Nagai, Giappone 2:00.73 Q
5. Martina Moravcová, Slovacchia 2:01.00 Q
6. Yang Yu, Cina 2:01.33 Q
7. Sara Isaković, Slovenia 2:01.71
8. Hyun-Ju Kim, Corea del Sud 2:03.33

### 5ª batteria
1. Paulina Barzycka, Polonia 1:59.52 Q
2. Federica Pellegrini, Italia 1:59.80 Q
3. Melanie Marshall, Gran Bretagna 2:00.46 Q
4. Alena Popchanka, Bielorussia 2:00.67 Q
5. Jiaying Pang, Cina 2:00.80 Q
6. Sara Harstick, Germania 2:02.25
7. Natalia Shalagina, Russia 2:02.37
8. Mariana Brochado, Brasile 2:02.91

### 6ª batteria
1. Claudia Poll, Costa Rica 1:59.50 Q
2. Solenne Figuès, Francia 1:59.90 Q
3. Josefin Lillhage, Svezia 2:00.04 Q
4. Lindsay Benko, Stati Uniti 2:00.21 Q
5. Franziska van Almsick, Germania 2:00.23 Q
6. Brittany Reimer, Canada 2:01.39
7. Linda Mackenzie, Australia 2:02.04
8. Zoi Dimoschaki, Grecia 2:03.38

## Semifinali

### 1° semifinale
1. Federica Pellegrini, Italia 1:58.02 Q
2. Jiaying Pang, Cina 1:58.68 Q
3. Josefin Lillhage, Svezia 1:59.31 Q
4. Claudia Poll, Costa Rica 1:59.79
5. Alena Popchanka, Bielorussia 1:59.87
6. Lindsay Benko, Stati Uniti 2:00.22
7. Yang Yu, Cina 2:00.52
8. Melanie Marshall, Gran Bretagna 2:01.06

### 2° semifinale
1. Solenne Figuès, Francia 1:58.65 Q
2. Dana Vollmer, Stati Uniti 1:59.04 Q
3. Paulina Barzycka, Polonia 1:59.10 Q
4. Franziska van Almsick, Germania 1:59.13 Q
5. Camelia Potec, Romania 1:59.25 Q
6. Elka Graham, Australia 1:59.44
7. Martina Moravcova, Slovacchia 1:59.96
8. Tomoko Nagai, Giappone 2:00.09

## Finale
1. Camelia Potec, Romania 1:58.03
2. Federica Pellegrini, Italia 1:58.22
3. Solenne Figuès, Francia 1:58.45
4. Paulina Barzycka, Polonia 1:58.62
5. Franziska van Almsick, Germania 1:58.88
6. Dana Vollmer, Stati Uniti 1:58.98
7. Jiaying Pang, Cina 1:59.16
8. Josefin Lillhage, Svezia 1:59.20